# Rick Raphael
Rick Raphael (New York, 1919. február 20. – Golden Valley, Minnesota, 1994. január 4.) amerikai tudományos-fantasztikus író.

## Élete
Apja Louis Nevin Raphael, anyja Viola Louise Raphael (született: Viola Louise Felix) voltak. 1936 és 1946 között at Amerikai Hadseregben szolgált, kapitányi rendfokozattal szerelt le. Ezután tudományos-ismeretterjesztő újságíróként tevékenykedett a nyomtatott sajtó, a televízió és a rádió területén. 1959-ben az Idaho állambéli Boise-ben a KBOI rádióállomás hírigazgató-helyettese lett. 1965 és 1969 közt Frank Church szenátor sajtótisztviselője, majd J. C. Penney munkatársa volt.
Irodalmi pályafutását 1959-ben kezdte, ekkor publikálta az Astounding magazinban első novelláját A Filbert is a Nut címen. 1965-ben jelent meg The Thirst Quenchers című műve, amelyet német nyelvre is lefordítottak Strahlen aus dem Wasser címmel. Code Three című novellája 1963-ban jelent meg, ezt később más műveivel egybedolgozta, s Once a Cop címen regényformában is kiadta. A munka a közeljövőben játszódik, ahol rendkívüli események történnek azokon a szuper-gyorsforgalmi utakon, amelyeken akár 500 kilométeres sebességgel száguldanak a járművek. E munkája is megjelent németül, Die fliegenden Bomben címmel. A téma jellemző Raphael technika-orientált fantasztikumára, amelyben a jelenlegi problémákat, jelen esetben az egyre gyorsabb, egyre nehezebben kezelhető járművek forgalmát jövőbeli környezetbe helyezte át. A művet Hugo-díjra is jelölték. 1958-ban vette feleségül Elizabeth L. Van Schaickot, hat gyermekük született.
Magyarul egyetlen novellája jelent meg a Galaktika 19. számában 1975-ban A félnótás címen.

## Fordítás
- Ez a szócikk részben vagy egészben  a   Rick Raphael című német Wikipédia-szócikk ezen változatának fordításán alapul.  Az eredeti cikk szerkesztőit annak laptörténete sorolja fel. Ez a jelzés csupán a megfogalmazás eredetét és a szerzői jogokat jelzi, nem szolgál a cikkben szereplő információk forrásmegjelöléseként.